# Mugnano del Cardinale
Mugnano del Cardinale es uno de los 119 municipios o comunas ("comune" en italiano) de la provincia de Avellino, en la región de Campania. Con cerca de 4.910 habitantes, según el censo de 2005, se extiende por una área de 12 km², teniendo una densidad de población de 409 hab/km². Linda con los municipios de Baiano, Mercogliano, Monteforte Irpino, Quadrelle, Sirignano, y Visciano.

## Demografía
| Gráfica de evolución demográfica de Mugnano del Cardinale entre 1861 y 2001 |
|                                                                             |
| Fuente ISTAT - elaboración gráfica de Wikipedia                             |

- Datos: Q55072
- Multimedia: Mugnano del Cardinale / Q55072

1. ↑  Worldpostalcodes.org, código postal n.º 83027.
2. ↑  «Codici Catastali». Comuni-italiani.it (en italiano). Consultado el 29 de abril de 2017.